# Дворицкая Слобода (Минский район)

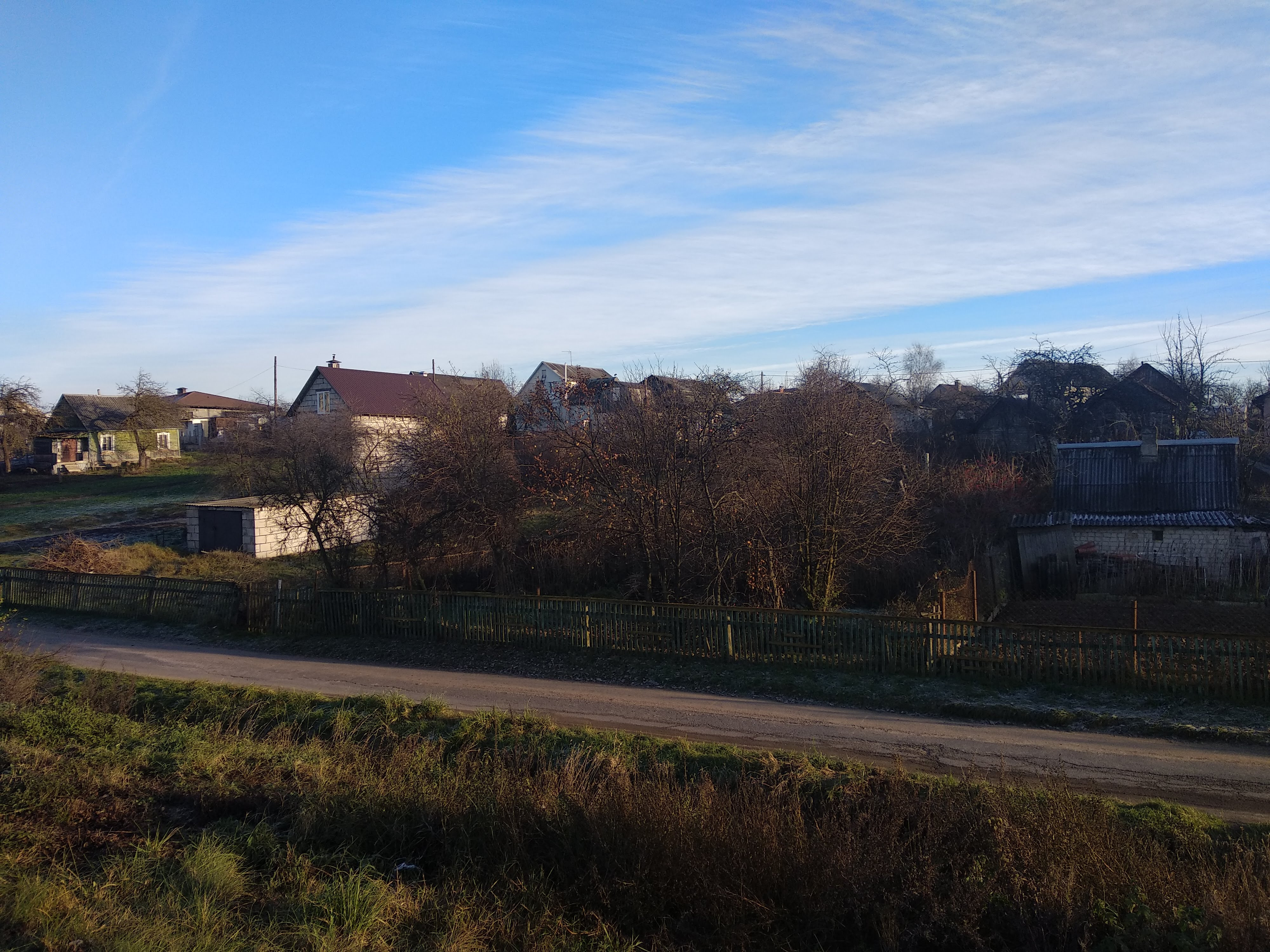

Дворицкая Слобода (бел. Дво́рыцкая Слабада́) — деревня в Минском районе Минской области Республики Беларусь. В составе Щомыслицкого сельсовета.

## География
Рядом пролегает автомобильная дорога МКАД (М9), через деревню пролегает автомобильная дорога Н24307.
Рядом расположены населённые пункты Богатырёво, Малиновка.

## Население

### Численность
- 2009 год — 42 человек

### Динамика
- 1999 год — 70 человек (перепись населения)
- 2009 год — 42 человека (перепись населения)[2]

## Улицы
- Зелёная
- Полевая